# Karolien Florijn
Karolien Florijn (Leida, 6 aprile 1998) è un canottiera olandese, campionessa olimpica nel singolo a Parigi 2024.
È figlia di Ronald Florijn, a sua volta campione olimpico nel due di coppia a Seul 1988 e nell'otto con a Atlanta 1996, e Antje Rehaag, canottiera tedesca che ha gareggiato ad Atlanta 1996 laureatasi campionessa mondiale nell'otto con a Indianapolis 1994.
Anche il fratello Finn ha vinto l'oro olimpico a Parigi con il quattro di coppia.

## Palmarès
- Giochi olimpici estivi

Tokyo 2020: argento nel quattro senza.
Parigi 2024: oro nel singolo.
- Mondiali

Plovdiv 2018: bronzo nel quattro di coppia.
Linz-Ottensheim 2019: argento nel quattro senza.
Račice 2022: oro nel singolo.
Belgrado 2023: oro nel singolo.
- Europei

Račice2017: argento nell'otto.
Glasgow 2018: bronzo nel quattro di coppia.
Lucerna 2019: oro nel quattro senza.
Poznań 2020: oro nel quattro senza.
Varese 2021: oro nel quattro senza.
Monaco di Baviera 2022: oro nel singolo.
Bled 2023: oro nel singolo.